# Glamsbjerg
Glamsbjerg är en tätort i Assens kommun i Region Syddanmark i Danmark. Tätorten har 3 356 invånare (2024). Den ligger på Fyn, cirka 13,5 kilometer öster om Assens. Glamsbjerg var centralort i Glamsbjergs kommun fram till kommunreformen 2007.